# Hrabstwo Clay (Karolina Północna)
Hrabstwo Clay (ang. Clay County) – hrabstwo w stanie Karolina Północna w Stanach Zjednoczonych.

## Geografia
Według spisu z 2000 roku obszar całkowity hrabstwa obejmuje powierzchnię 221 mil2 (572,39 km²), z czego 215 mil2 (556,85 km²) stanowią lądy, a 6 mil2 (15,54 km²) stanowią wody. Według szacunków United States Census Bureau w roku 2012 miało 10 618 mieszkańców. Jego siedzibą administracyjną jest Hayesville.